# Mišmar ha-Negev
Mišmar ha-Negev (hebrejsky מִשְׁמַר הַנֶּגֶב, doslova „Stráž Negevu“, v oficiálním přepisu do angličtiny Mishmar HaNegev) je vesnice typu kibuc v Izraeli, v Jižním distriktu, v Oblastní radě Bnej Šim'on.

## Geografie
Leží v nadmořské výšce 196 metrů v severní části pouště Negev. Jde o aridní oblast, která ale díky trvalému zavlažování má místy v okolí kibucu ráz zemědělsky využívané oázy. Severně od vesnice protéká vádí Nachal Grar.
Obec se nachází 32 kilometrů od břehu Středozemního moře, cca 78 kilometrů jižně od centra Tel Avivu, cca 67 kilometrů jihozápadně od historického jádra Jeruzalému a 13 kilometrů severoseverozápadně od města Beerševa. Mišmar ha-Negev obývají Židé, přičemž osídlení v tomto regionu je etnicky smíšené, protože východním a severovýchodním směrem začínají pouštní oblasti se silným zastoupením arabské (respektive beduínské) populace, zejména lidnaté město Rahat, které leží jen 4 kilometry odtud.
Mišmar ha-Negev je na dopravní síť napojen pomocí lokální silnice 264.

## Dějiny
Mišmar ha-Negev byl založen v roce 1946. Vznikl v říjnu 1946 v rámci masivní osidlovací operace 11 bodů v Negevu, kdy bylo během jediného dne zřízeno v jižní části tehdejší mandátní Palestiny jedenáct nových židovských osad. Zakladateli kibucu byla skupina mládeže sdružená do kolektivu Kvuca ha-no'ar ha-Borochovi (קבוצת הנוער הבורוכובי) a skupina Židů z Francie, Belgie a Polska, kteří přežili holokaust. Později se k nim přidali ještě židovští imigranti, kteří přišli do země po vzniku státu Izrael a pobývali předtím v provizorních táborech, a také Židé z Argentiny a další skupina z Francie.
Koncem 40. let měl kibuc 30 obyvatel a rozlohu katastrálního území 2 600 dunamů (2,6 kilometrů čtverečních).
Místní ekonomika je založena na zemědělství (polní plodiny, chov drůbeže, produkce mléka), průmyslu (firma Polybid na produkci pěnových umělých hmot) a turistickém ruchu (obřadní místnost využívaná při rodinných slavnostech). V obci funguje mateřská škola, zdravotní středisko, plavecký bazén, sportovní areály a obchod se smíšeným zbožím.

## Demografie
Obyvatelstvo kibucu je sekulární. Podle údajů z roku 2014 tvořili naprostou většinu obyvatel v Mišmar ha-Negev Židé (včetně statistické kategorie "ostatní", která zahrnuje nearabské obyvatele židovského původu ale bez formální příslušnosti k židovskému náboženství).
Jde o menší obec vesnického typu s dlouhodobě stagnující populací. K 31. prosinci 2014 zde žilo 831 lidí. Během roku 2014 populace stoupla o 2,8 %.
| Rok            | 1948 | 1961 | 1972 | 1983 | 1995 | 2001 | 2003 | 2004 | 2005 | 2006 | 2007 | 2008 | 2009 | 2010 | 2011 | 2012 | 2013 | 2014 |
| -------------- | ---- | ---- | ---- | ---- | ---- | ---- | ---- | ---- | ---- | ---- | ---- | ---- | ---- | ---- | ---- | ---- | ---- | ---- |
| Počet obyvatel | 109  | 336  | 468  | 596  | 632  | 586  | 601  | 581  | 564  | 547  | 527  | 550  | 660  | 663  | 763  | 781  | 808  | 831  |